# ヴラディミール・シュミツェル
ヴラディミール・シュミツェル（Vladimír Šmicer, 1973年5月24日- ）はチェコ、ジェチーン出身の元同国代表サッカー選手。ポジションはミッドフィールダー。

## 経歴

### クラブ経歴
フランスのランスで頭角を現し、リーグ優勝を経験した。1999年にリヴァプールに加入し、レアル・マドリーへ移籍したスティーブ・マクマナマンに代わり、リヴァプールの7番を背負う。2001/02シーズンにはリヴァプールのFAカップ、リーグカップ、UEFAカップの三冠制覇に貢献した。また2004/05シーズン、UEFAチャンピオンズリーグ決勝のACミラン戦では、負傷したハリー・キューウェルにかわって途中出場し、リヴァプールの2点目となるミドルシュートを決めて優勝に貢献した。
その試合がリヴァプールでのラストマッチになり、その後はボルドー、スラヴィア・プラハでそれぞれ2シーズンずつプレーした。

### 代表経歴
攻撃的なポジションならどこでもこなせるユーティリティープレーヤーだった。欧州選手権には3度出場し、3度の大会でゴールを決めた数少ない選手の一人である。EURO96のロシア戦で挙げた同点弾は、チェコのグループリーグ突破を決めるゴールとなった。また、EURO2000では、チェコの大会唯一の勝利となるデンマーク戦の全2ゴールを決めた。さらに、EURO2004でも屈指の好勝負となったオランダ戦で終了間際の勝ち越しゴールを挙げており、レギュラーとしてもスーパーサブとしても大きな存在感を発揮してみせた。怪我により2006ドイツW杯は辞退せざるをえなかったが、 この大会でのチェコのグループリーグ敗退は、彼の不在も遠因のひとつといえる。2008年のEURO2008
2009年11月9日、体の限界を理由に現役引退を発表し、翌年に引退試合を開催した。引退後はチェコ代表のスポーツマネージャーとなった。

## 所属クラブ
- 1992-1996  SKスラヴィア・プラハ
- 1996-1999  RCランス
- 1999-2005  リヴァプールFC
- 2005-2007  FCジロンダン・ボルドー
- 2007-2009.11  SKスラヴィア・プラハ